# Cydalima perspectalis

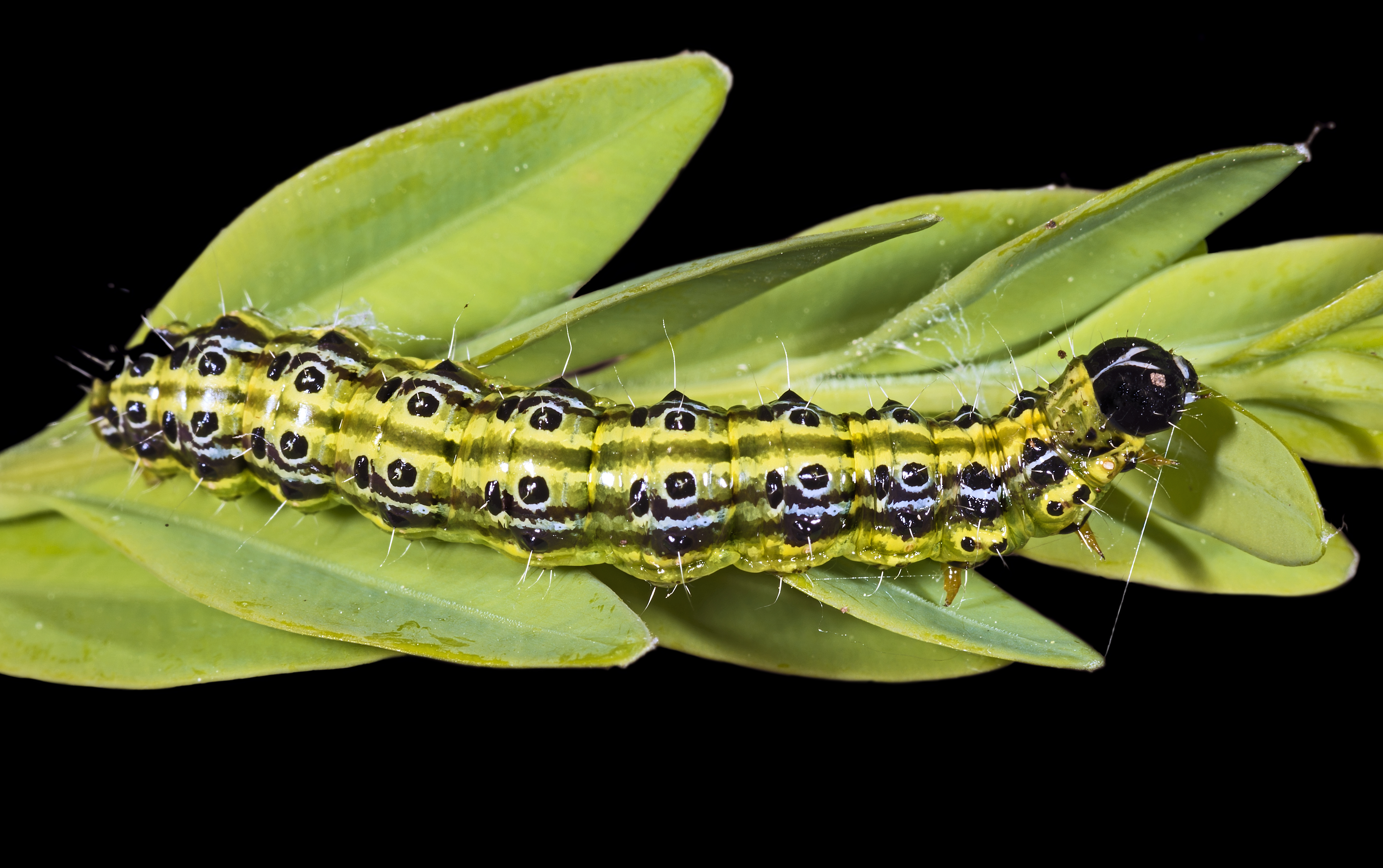
Oruga

La polilla del boj o piral del boj (Cydalima perspectalis) es una especie de lepidóptero de la familia Crambidae. Es una especie nativa del este de Asia (Japón, China, Taiwán, Corea, este de Rusia) que se ha extendido también por Europa como especie exótica invasora, siendo un problema para los bojes, pues se alimenta de sus hojas y los defolia gravemente. Se registró por primera vez en Alemania en 2006, y posteriormente en Suiza y Países Bajos en 2007, Reino Unido en 2008, Francia y Austria en 2009, Hungría en 2011, Rumanía, España en 2014 y también Turquía. Se ha citado asimismo en Eslovaquia, Bélgica, Croacia y en 2016 en Bosnia y Herzegovina. En 2012, durante los preparativos de los Juegos Olímpicos de Sochi 2014, se introdujeron plantas de Buxus sempervirens ocupadas por Cydalima perspectalis, que al año siguiente comenzaron a defoliar Buxus colchica de manera intensa. En 2019 se ha confirmado su llegada a América en Toronto (Canadá).